# Albany, Western Australia
Albany är en stad i delstaten Western Australia, Australien. År 2006 hade staden 25 196 invånare. Den är belägen på sydkusten, den största staden på sydkusten inom delstaten, och den sjätte största i delstaten.